# Семибратов, Николай Николаевич
Семибратов Николай Николаевич (1889, Таганрог, область Войска Донского — 19 августа 1968, Москва) — российский и советский железнодорожник. Участник борьбы за власть Советов на Украине.

## Биография
Родился в 1889 году в Таганроге.
С 1903 года — слесарь Долгинцевского железнодорожного депо. С 1905 года — член социал-демократической группы, активный участники революционных событий 1905 года в Долгинцево.
Член РСДРП(б) с 1917 года. Работал машинистом паровоза на железнодорожной станции Долгинцево, один из организаторов Долгинцевской организации РСДРП(б), член узлового исполкома профсоюза железнодорожников. С декабря 1917 года — член Долгинцевского революционного комитета. Глава долгинцевского союза паровозных машинистов.
В марте 1918 года участвовал в эвакуации из Кривбасса железнодорожного имущества на территорию Советской России. Осенью 1918 года откомандирован ЦК РКП(б) для подпольной работы в Екатеринославскую и Херсонскую губернии. С декабря 1918 года — председатель Долгинцевского узлового ревкома. В мае 1919 года в составе 1-го Криворожского коммунистического полка участвовал в борьбе с григорьевщиной.
В составе 45-й стрелковой дивизии участвовал в Южном походе частей 12-й армии.
В январе 1920 года снова возглавил Долгинцевский ревком. В 1920—1922 годах — машинист, председатель профсоюза станции Долгинцево.
После гражданской войны — начальник депо в Синельниково, Таганроге, Киеве, начальник службы Московско-Донбасской железной дороги. В 1941—1945 годах — начальник паровозной службы Карагандинской железной дороги. В 1949—1956 годах — начальник отдела Министерства путей сообщения СССР.
В 1926 году окончил Харьковский хозяйственный институт.
Умер 19 августа 1968 года в Москве.

## Награды
- Орден Ленина[1];
- Орден Трудового Красного Знамени[1].

## Память
- Именем была названа улица в Долгинцевском районе города Кривой Рог[1].